# Từ (thể thơ)
Từ là một thể thơ có nguồn gốc từ Trung Quốc bắt nguồn từ dân gian, xuất hiện vào đời nhà Đường – Ngũ đại, rất phát triển dưới triều Tống. Từ nguyên là những bài hát phổ nhạc do ca sĩ, nhạc công sống bằng nghề đàn hát lấy ở bài hát dân gian hoặc thơ tuyệt cú của văn nhân. Để phối hợp với tiết tấu của âm nhạc, họ cải biên hoặc sáng tác một số lời, câu dài ngắn xen kẽ.
Do đó từ có giá trị nghệ thuật độc lập, có cách luật cố định về mặt thanh âm, tiết tấu. Vì từ có câu dài câu ngắn nên còn được gọi là trường đoản cú thi. Từ có hàng trăm điệu. Người làm từ tiếp thu hình thức biểu hiện của những bài hát dân gian đó để sáng tác và phát triển thêm. Từ nảy sinh đáp ứng nhu cầu sinh hoạt ca hát cổ xưa, có quan hệ với sự phồn vinh của kinh tế thành thị đời Đường và sự phát đạt của âm nhạc đương thời.
Trong văn học Việt Nam một số nhà văn cổ điển cũng đã dựa vào những điệu từ quen thuộc của Trung Quốc để sáng tác từ bằng chữ Hán. Đầu thế kỷ này mới có nhà văn Tản Đà làm từ bằng chữ quốc ngữ.